# Тхаркахова, Нина Ивановна
Тхаркахова (Козлова) Нина Ивановна (27 апреля 1939 — 23 января 2010, Санкт-Петербург) — заслуженный тренер СССР по волейболу (1997), мастер спорта СССР (1963).

## Биография
Родилась 27 апреля 1939 года в деревне Рындино Холм-Жирковского района Смоленской области.

## Спортивная карьера
Игровое амплуа: связующая.
Рост 163 см.

Игровая карьера:
1958—1961 — женская команда мастеров «Буревестник» (Ленинград)
1959—1960 — выступала в составе сборной команды Ленинграда. Чемпионка II летней Спартакиады народов СССР (1959).
1961—1967 — женская команда мастеров «Динамо» (Краснодар).
С 1965 по 1967 годы — играющий тренер команды «Динамо» (Краснодар).

### Тренерская карьера
1967—1971 — тренер-преподаватель ДЮСШ спортклуба «Экран» (Ленинград).
1971—1975 — тренер-преподаватель ДЮСШ «Юный динамовец».
1975—1978 — тренер женской команды мастеров «Спартак», «ТТУ» (Ленинград). Команда дважды выигрывала Кубок СССР (1976, 1977).
1978—1980 — тренер дублирующего состава женской команды мастеров «ТТУ».
1980—1984 — тренер института физической культуры в Кабуле (Афганистан).
С 1984 года до ухода из жизни — в разные годы работала завучем, директором, тренером ДЮСШ (впоследствии СДЮШОР) «Спартак» (Ленинград, Санкт-Петербург). Тренер сборной школьников Ленинграда, Санкт-Петербург. В 1995 году сборная команда девушек Санкт-Петербурга заняла 3-е место на Спартакиаде (Анапа).

### Воспитанницы
Подготовила:
- 2-кратную чемпионку Европы среди молодёжных команд, обладателя Кубка мира А. Артамонову,
- чемпионок Европы по пляжному волейболу среди молодёжных команд Анну и Екатерину Вороновых,
- чемпионку России по пляжному волейболу Юлию Веселову,
- члена сборной команды России, чемпионку Европы 2015 Ирину Фетисову.

2009 год — тренер сборной Санкт-Петербурга на IV летней Спартакиаде в Пензе.
В последнее время работала тренером в СДЮШОР «Спартак» (Санкт-Петербург).
Готовила резерв для команды Ленинградка.
Образование: институт физической культуры им. П. Ф. Лесгафта (1961).

## Признание
Федерация волейбола Ленинграда и федерация волейбола Санкт-Петербурга неоднократно признавала Тхаркахову Н. И. лучшим детским тренером Санкт-Петербурга.
Ушла из жизни 23 января 2010 года. Похоронена в Санкт-Петербурге на Южном кладбище.